# لازار کولیسوسکی
لازار کولیسوسکی (مقدونی: Лазар Колишевски؛ ۱۲ فوریهٔ ۱۹۱۴ – ۶ ژوئیهٔ ۲۰۰۰) سیاستمدار کمونیست اهل یوگسلاوی بود. وی از ۴ مه ۱۹۸۰ تا ۱۵ مه ۱۹۸۰ رئیس‌جمهور یوگسلاوی بود.
لازار کولیسوسکی در ۶ ژوئیه ۲۰۰۰، در سن ۸۶ سالگی درگذشت.